# DirectMusic
DirectMusic是DirectX的一員，是播放音樂API，DirectMusic格式與MIDI格式類似，使用DLS（downloadable sounds）标准，擁有超过16組MIDI通道，可以同时演奏有多于16个的instrument。每一instrument都拥有一個 performance channel（PChannel）。DirectMusic提出 channel groups，最多可同时有 65,536 个channel 组，每一组又可包括16个channel，共可以有超过一百万个channel。
DirectMusic 中，instrument patch 是一个32位值，不同於MIDI patch 的7位值，前7位（bit0-bit6）與MIDI patch相同，第8位（bit7）是0，第9位至16位（bit8-bit15）是LSB，第17位（bit16）是0，第18位至24位（bit17-23）是MSB，第25位（bit24）是0，其後是保留值，最後一位（bit31）是0。
Microsoft Software Synthesizer 由DirectMusic 提供的預設端口。DirectMusic和DirectSound是DirectX的兩個獨立組件，但功能有部分重疊。

## 外部連結
- DirectMusic for the masses（页面存档备份，存于）
- DirectMusic Producer for the masses（页面存档备份，存于）